# Albert Froelich
Albert Froelich (* 28. Januar 1876 in Brugg; † 3. September 1953 in Zürich) war ein Schweizer Architekt. Er baute überwiegend im Jugendstil. Bekannt wurde er vor allem durch den Bau von Krematorien, bei denen er neue Ausdrucksformen nach antiken Vorbildern suchte.

## Biografie

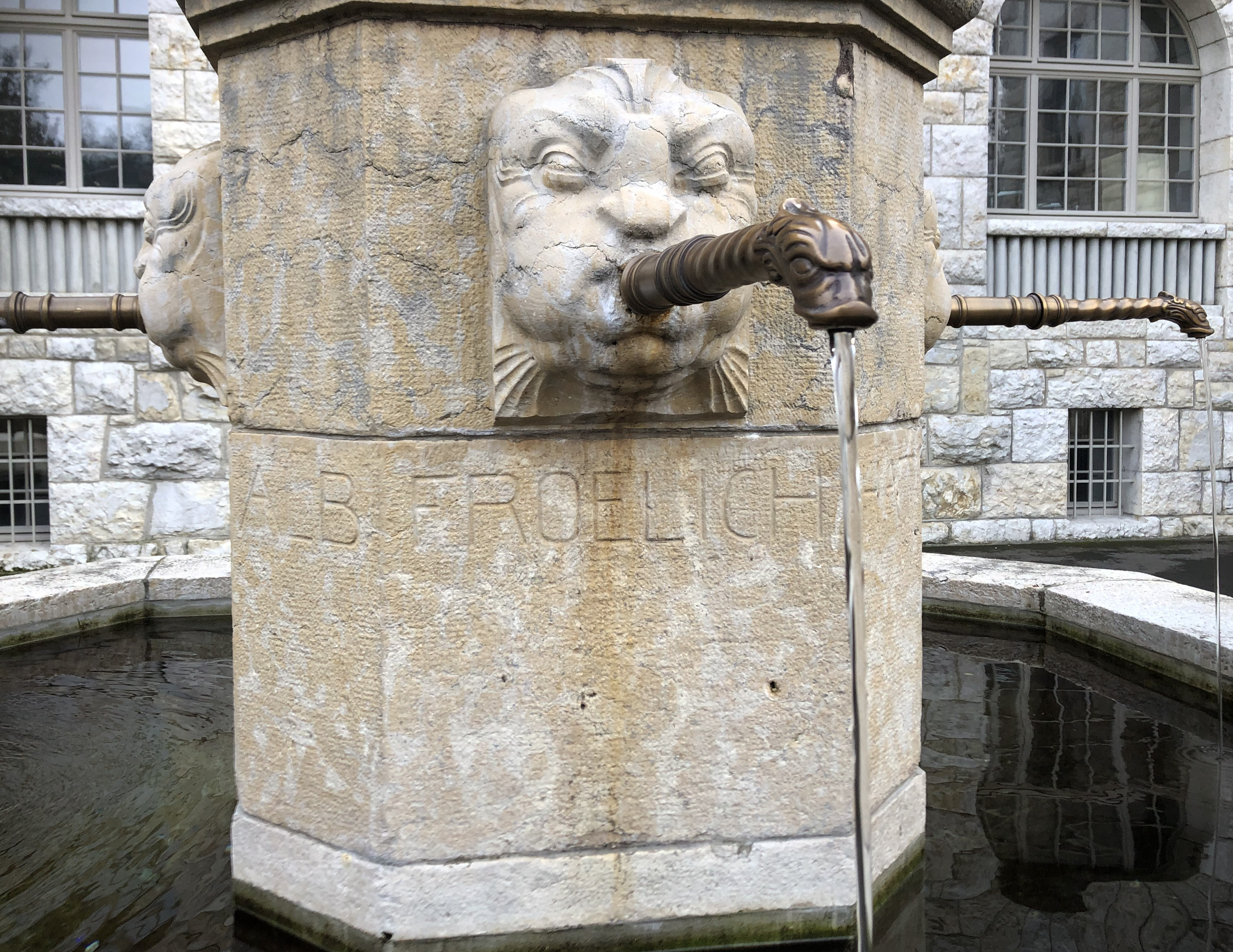
Detail der Bauinschrift zum Stapferschulhaus in Brugg

Der Sohn eines Kupferschmieds ging bei einem Architekturbüro in Baden in die Lehre. Von 1897 bis 1901 absolvierte er die École des Beaux-Arts in Paris, wo er sich architektonisch und künstlerisch weiterbildete. Nach einem Aufenthalt in Italien arbeitete Froelich ab 1902 in Berlin im Büro von Heinrich Seeling. 1904 gestaltete er den Friedhof und die Abdankungshalle in Brugg. Er machte sich 1906 in Charlottenburg selbständig, nachdem er den Projektwettbewerb für das Neue Schauspielhaus am Nollendorfplatz gewonnen hatte. 1907 eröffnete er in Brugg ein Zweigbüro.
Aufträge erhielt Froelich vor allem in der Nordschweiz. Neben zahlreichen Villen und Landhäusern gehören dazu insbesondere die Krematorien in Aarau (Friedhof Rosengarten) und Zürich (Friedhof Sihlfeld), die Abdankungshalle, das Stapferschulhaus und das Vindonissa-Museum in Brugg sowie die Dorfturnhalle in Windisch. Da seine Projekte in Deutschland bei Architektenwettbewerben zwar überwiegend prämiert, aber nicht berücksichtigt wurden, verlegte er 1913 sein Büro von Charlottenburg nach Zürich.
Eine Bauinschrift des Architekten befindet sich an der Säule des Brunnens beim Stapferschulhaus in Brugg.
In seiner zweiten Schaffensperiode wandte sich Froelich allmählich dem Neoklassizismus zu, was in seinen Bahnhofsbauten in Brugg (1919/20), Schlieren (1921) und Kaiseraugst (1925) zum Ausdruck kommt. Weitere öffentliche Bauten waren das Krematorium in Luzern (1924–26), das Schulhaus Milchbuck in Zürich (1928–30) und das Gebäude der Aargauischen Kantonalbank in Brugg (1932–33).